# Kia Sportage
Kia Sportage (транскр. Кија спортиџ) (кореј. 기아 스포티지) је компактни кросовер СУВ који производи јужнокорејски произвођач Кија од 1993. године. Првобитно компактни СУВ изграђен на шасији са каросеријом на оквиру, спортиџ друге генерације је прешао на платформу засновану на аутомобилима која га је сврстала у класу компактних кросовер СУВ-а, а развијена је заједно са Хјундаи тусоном. Откако је модел пете генерације лансиран 2021. године, Кија је развила спортиџ у две величине са различитим дужинама међуосовинског растојања за различита тржишта.
Спортиџ је најпродаванији Кијин модел на свету од 2016. године након што је надмашио Кију рио. Године 2018. модел је достигао прекретницу од 5 милиона производње. Од 2023. спортиџ је позициониран између селтоса или нира и троредног сорента у Кијиној глобалној линији СУВ-а.

## Прва генерација (1993–2005)
Прва генерација Кије спортиџ развијена је са Мазда бонго инжењерском платформом. Он дели многе механичке компоненте као што су мотор, мењачи (раније верзије) и диференцијали са Маздином линијом возила. То је било за време Кијиног савеза са Фордом и Маздом, који је укључивао Форд/Мазда који је обезбедио технологију и Кија је обезбедила јефтине производне погоне за Форд.

Од 1995. до 1998. године, спортиџ је направио Карман у Немачкој; Европски купци су у том периоду добијали верзије немачке производње, док је остатак света добио верзије произведене у Јужној Кореји. Лансиран је у Азији у јулу 1993. године, а европска продаја је почела две године касније.
- I генерација, предњи поглед
- I генерација, задњи поглед
- I генерација, задњи поглед (LWB)
- Ентеријер
- I генерација, редизајн, предњи поглед
- I генерација, редизајн, задњи поглед (LWB)
- I генерација, други редизајн, предњи поглед

## Друга генерација (2004–2011)
Након двогодишње паузе, спортиџ се вратио у моделској години 2005., деле платформу засновану на Хјундаи елантри са првом генерацијом Хјундаи тусон. У Уједињеном Краљевству је био доступан 2,0-литарски дизел мотор са 4 редом. Љубитељи оригиналног Хјундаи спортиџа и критичари су се жалили да је био знатно већи од оригиналног спортиџа и да нема ништа од његових офф-роад способности, два кључа његовог успеха. Међутим, купци друге генерације модела су вероватно фаворизовали расположиви В6 од 129 kW (173 КС), са 241 Н·м обртног момента. Свеукупно уклапање/завршетак и квалитет су приметно побољшани у односу на модел прве генерације.
Фејслифт модел друге генерације представљен је у мају 2008. Од 2006. производи се у фабрици Жилина у Словачкој. Други фејслифт уведен је у Великој Британији почетком 2009. године, само неколико месеци након његовог првог фацелифтинга.

Спортиџ је проглашен за једно од најпоузданијих возила у истраживању о поузданости Консумер Рипорк 2009. Кија спортиџ је заузела друго место на листи Иншур.ком „20 најјефтинијих возила за 2009. годину за осигурање“. Према истраживању, спортиџ је једно од најјефтинијих возила за осигурање.
- II генерација, предњи поглед
- II генерација, задњи поглед
- Ентеријер
- II генерација, редизајн, предњи поглед
- II генерација, редизајн, задњи поглед
- II генерација, други редизајн, предњи поглед
- II генерација, други редизајн, задњи поглед

## Трећа генерација (2010–2016)
СЛ серија спортиџа је пуштена на азијска и европска тржишта у априлу 2010. године, тржишта Северне и Централне Америке у августу 2010. године и на тржиште Аустралије у октобру 2010. године, за моделску годину јануара 2011. године. Доступна су била два мотора, 2,0-литарски Хјундаи Р дизел мотор са 137 kW (184 КС) и 2,0-литарски Тета T-GDI бензински мотор. У Кини га је објавила Донгфенг Јуеда Кија у октобру 2010. и названа је спортиџ Р, и требало је да се производи и продаје заједно са претходном генерацијом, а не као замена за њу.

Спортиџ је освојио награду за аутомобил године 2011 (првобитно „Ауто року 2011 на Словенску“) у Словачкој и номинацију за „Камион године“ за међународни аутомобил године. Био је на врху ЈД Повер Сурвеи-а за 2012, једини аутомобил у анкети који је добио пет звездица у свим категоријама, од механичке поузданости до трошкова власништва и искуства дилера. У Јужној Африци је добио награду Стендард Бенк Пипл'с Вилс за 2013. за „СУВ и кросовер – град и предграђе“.
- III генерација, предњи поглед
- III генерација, задњи поглед
- Ентеријер
- III генерација, редизајн, предњи поглед
- III генерација, редизајн, задњи поглед

## Четврта генерација (2015–2022)
Кија је представила свој ново редизајнирани спортиџ на Салону аутомобила у Франкфурту у септембру 2015. и извела га на тржиште 2016. (као модел из 2017. у Северној Америци). Компанија је саопштила да су контрастне оштре ивице и глатке површине инспирисане модерним борбеним авионима.
У понуди су три бензинска мотора, као и један дизел мотор. Бензинске опције су 1,6-литарски, 2,0-литарски или 2,4-литарски, који нуде око 97 кВ/161 Нм, 120 кВ/200 Нм и 138 кВ/241 Нм респективно, док је дизел мотор 2.0 -литарски турбо који ће производити око 135 кВ/400 Н⋅м. 130 кВ/265 Н⋅м 1.6 T-GDI  турбо-бензинац са опционим седмостепеним аутоматским системом са двоструким квачилом и 136 кВ/400 Нм 2.0 Р-серије дизел. Доступне су конфигурације предњег (ФВД) и погона на све точкове (АВД).

У Северној Америци, нови Спортаге се нуди са три нивоа опреме (ЛКС, ЕКС и СКС). Слично као и претходни модел, доступан је са два линијска четири мотора, са атмосферским 2,4-литарским и 2,0-литарским турбопуњачем. 2,4-литарски мотор производи 135 kW (181 КС) и 237 Нм, док мотор са турбо пуњењем даје 180 kW (240 КС) и 350 Нм, са малим разликама у перформансе зависе од тога да ли је конфигурисан ФВД или АВД. Оба мотора су повезана са шестостепеним аутоматским мењачем.
- IV генерација, предњи поглед
- IV генерација, задњи поглед
- Ентеријер
- IV генерација, редизајн, предњи поглед
- IV генерација, редизајн, задњи поглед
- Ентеријер, редизајн

## Пета генерација (2021–)
Спортиџ пете генерације је представљен 8. јуна 2021. године, са спецификацијама објављеним у јулу 2021. године. На основу најновије Н3 платформе бренда, Кија је развила две верзије спортиџа са различитом дужином каросерије и међуосовинским растојањем у зависности од тржишта, што је ново, баш као и код новог тусона с којим дели платформу.
Модел је опремљен режимом терена који аутоматски прилагођава различита подешавања у зависности од услова, укључујући снег, блато и песак. Такође има електрично контролно вешање (ЕЦС) на неким моделима које обезбеђује континуирану контролу пригушења у реалном времену. Хибридни и плуг-ин хибридни модели ће такође имати Е-Хендлинг систем. Такође је опремљен са компактнијим бирачем мењача за аутоматски модел.
Возило је такође опремљено ажурираним безбедносним системима као што су аутономно кочење у случају нужде (АЕБ), прилагодљиви темпомат са навигацијом, помоћ при центрирању траке и напредни систем помоћи за избегавање судара у мртвом углу.
За модел са дугим међуосовинским растојањем, Кија тврди да је спортиџ пете генерације добио повећано 80 mm простора за ноге и 7 mm простора за главу и да у својој класи има највише простора за главу, са укупним димензијама од 1.050 mm и 1.000 mm у односу на претходника.

Ово је варијанта понуђена за Европу:
- V генерација, предњи поглед
- V генерација, задњи поглед
- Ентеријер

а ово је дужа варијанта за друга тржишта:
- V генерација, предњи поглед
- V генерација, задњи поглед
- Ентеријер